# Christophe Goris
Christophe Goris (né le 22 janvier 1968 à Lille) est un athlète français, spécialiste du 400 mètres.

## Biographie
Champion de France junior en 1986 et 1987, il participe aux Championnats du monde junior de 1986 où son équipe se classe 8e en relais 4 x 400 m et aux Championnats d'Europe junior de 1987 où il termine 7e. Sa meilleure performance sur 400 m en junior est de 46 s 58, 7e performance junior française de tous les temps.
Champion de France en salle en 1991, il finit 3e la même année aux championnats de France en plein air. Christophe Goris participe aux championnats du monde de Tokyo sur 4 × 400 m, mais le relais français dont il est le dernier relayeur ne termine pas sa série. 
Son record personnel sur 400 m est de 46 s 54.
Il a participé à plusieurs rencontres internationales et est toujours détenteur du record de France du 4 × 200 m en salle en compagnie de Daniel Sangouma, Jean-Charles Trouabal et Bruno Marie-Rose en 1 min 24 s 00.